# Nikola Badger
Nikola Badger – niezrealizowany projekt elektrycznego samochodu osobowego typu pick-up klasy pełnowymiarowej opracowywany przez amerykański startup Nikola w latach 2019–2020.

## Historia i opis modelu
W lutym 2020 roku amerykański startup Nikola Corporation przedstawił oficjalne wizualizacje i wstępne dane na temat swojego pierwszego samochodu osobowego o nadwoziu typu pick-up. Nikola Badger przyjęła postać pełnowymiarowego, 4-drzwiowego samochodu łączącego funkcję SUV-a, pojazdu dostawczego i samochodu osobowego.
Pod kątem stylistycznym samochód przyjął dwukolorowe malowanie nadwozia, z reflektorami w kształcie litery C wykonanej w technologii LED, a także masywne wysokoprofilowane opony, obudowane nadkola i pokrytą czarnym plastikiem tylną klapę.

### Plany produkcji
Początek produkcji Nikoli Badger, która docelowo miała odbywać się w zakładach producenta w amerykańskim mieście Phoenix w stanie Arizona, zaplanowano na 2022 rok. Zbieranie zamówień rozpoczęto 29 czerwca 2020 roku.
We wrześniu 2020 roku General Motors ogłosiło zawarcie strategicznego partnerstwa z Nikolą. Koncern nabył 11% akcji w arizońskim startupie o wartości 2 miliardów dolarów, a także zobowiązał się do produkcji pickupa Badger poczynając od końca 2022 roku.

### Porzucenie projektu
30 listopada 2020 roku General Motors poinformowało, że po dwóch miesiącach od zawarcia partnerstwa z Nikola Corporation podjęto decyzję o wycofaniu się z porozumienia. Tracąc partnera mającego wdrożyć do produkcji Nikolę Badger, startup podjął decyzję o anulowaniu projektu elektrycznego pickupa niespełna rok po ogłoszeniu pierwotnych planów w sprawie jego produkcji.

### Dane technizne
Nikola Badger, podobnie do konkurencyjnych konstrukcji takich marek, jak Tesla, Lordstown czy Rivian, miała być oferowana głównie w wariancie o napędzie elektrycznym. Składać się miał on z litowo-jonowej baterii o pojemności 160 kWh, która miałaa zapewnić zasięg do 960 kilometrów.
Nietypowym rozwiązaniem w stosunku do konkurencji miał być z kolei drugi dostępny wariant napędowy, oferujący mieszankę układu elektrycznego i wodorowego.